# Fútbol Club Cartagena
El Fútbol Club Cartagena es un club de fútbol de la ciudad de Cartagena, en la Región de Murcia, en España. En la temporada 2025-26 jugará en Primera Federación tras descender en la temporada 2024-25.  
Fue fundado el 25 de julio de 1995 como Cartagonova Fútbol Club y el club es una sociedad anónima deportiva (SAD) desde agosto del año 2010. Los colores que identifican al club son el negro y el blanco, utilizados en sus inicios con camiseta lisa blanca y pantalón negro y años más tarde también se han usado en forma de rayas verticales.
Cuenta en su palmarés con cuatro campeonatos de la extinta Segunda División B: 2005/2006, 2008/2009, 2017/2018 y 2019/2020. Además, también cuenta con dos campeonatos de la también extinta Tercera División conseguidos en el grupo XIII.

## Historia

### Nacimiento y primeras temporadas (1995-2000)
En la temporada 1995/96 se funda el Cartagonova Fútbol Club presidido por Florentino Manzano García, que compra la plaza al Balsicas en Regional Preferente. 
Esta nueva entidad, el Cartagena Fútbol Club y el extinto Cartagena Club de Fútbol son entidades completamente independientes que no comparten ningún tipo de registro histórico común, es decir, son equipos diferentes, por lo que el actual FC Cartagena arranca su historia oficialmente en 1995 En la temporada 95-96 el club adquiere una plaza en Territorial Preferente y empieza a competir. A final de temporada queda segundo clasificado y logra el ascenso a la Tercera División.
En la temporada 1996/97 arrancan en Tercera el Cartagonova FC, recién ascendido desde Preferente, y el Cartagena Fútbol Club. Tras 5 jornadas el Cartagena FC abandona la competición en medio de una situación insostenible.
La temporada siguiente, concretamente la 97-98, vuelve a ser campeón en su estadio y esta vez sí se logra el ascenso en una liguilla en la que el equipo logró su objetivo en el partido final ante el Tortosa, goleándolo por 8-0.
En la temporada 1998-1999 debuta en la Segunda división B española con Jesús Aranguren como entrenador. El objetivo era la permanencia pero poco a poco el equipo se encaramaba a las primeras posiciones. Al final quedó segundo encuadrado en el grupo III de 2.ª B y jugó la liguilla de ascenso a Segunda División. El Cartagonova tuvo el ascenso en su mano, le bastaba un empate en un doble enfrentamiento con el Córdoba Club de Fútbol pero perdió los dos encuentros.
En la temporada 1999-2000 el objetivo era ascender de categoría. Tras una primera vuelta prometedora en la que el equipo estuvo varias jornadas en la primera posición, la situación cambió bruscamente y se acabó la temporada en la octava posición

### Intentos de ascenso y cambios en la presidencia (2000-2008)
La temporada 2000-2001 volvía a ser un nuevo asalto al ascenso que se quedó en el intento. Tras un buen inicio llegó la dimisión de Jesús Aranguren como técnico, provocada por una bronca de la grada tras perder en casa con el RCD Espanyol B por 0-4. La temporada se torció y el Cartagonova tuvo que pelear para lograr la permanencia, asegurándola con 46 puntos en la 13.ª posición. Paco Sánchez, Juanjo Díaz y José Carlos Trasante pasaron por el banquillo en esta temporada.
En la temporada 2001-2002 el club queda encuadrado en el grupo IV de 2.ª B. El equipo cambia de indumentaria, se cambia el pantalón negro por el blanco, y la camiseta pasa de ser blanca a ser rayada blanca y negra. La temporada fue muy irregular, Felipe Mesones se sentó en el banquillo para dirigir el equipo hasta su destitución para ser sustituido por José Ramón Corchado. El Cartagonova tuvo su mejor momento en la primera vuelta, pero en la segunda solo se logró una victoria y terminó en la 12.ª posición.
Tras un verano muy movido llega la temporada 2002-2003 con nuevos dueños. Luis Oliver Albesa aterriza en Cartagena tras haber fracasado en su proyecto de ascender al Xerez CD a Primera División, y lo hace prometiendo el ascenso inmediato y formando una gran plantilla. Luis Oliver Albesa colocó como presidente a su testaferro, Manuel Feitó, como presidente del club. La indumentaria vuelve a cambiar, y se vuelve al modelo tradicional cartagenero de camiseta blanquinegra a rayas verticales y pantalón negro. La temporada fue muy movida: José Murcia fue destituido como técnico antes del primer partido de liga, Manuel Palomeque y Juan Señor intentaron llevar al equipo a lo más alto hasta que empezaron los problemas económicos.
El club se hundió económicamente con Luis Oliver Albesa: no había dinero para pagar a los jugadores, que estuvieron muchísimos meses sin cobrar, las oficinas se quedaron incluso sin línea telefónica, el caos era absoluto. Luis Oliver Albesa y su equipo desaparecieron del mapa y dejaron a César Traversone, director deportivo, como única cabeza visible del club. Miguel Rivera Mora se hizo cargo del banquillo, y con él llegó la salvación de la categoría en lo deportivo, dejando al equipo en una meritoria 11.ª posición.
El Cartagonova estaba condenado a desaparecer, la deuda era astronómica. En la ciudad se movían políticos y otras entidades, se creó una plataforma de aficionados para la salvación del club, y cuando todo se veía muy negro llegó la mano salvadora de Francisco Gómez Hernández.
La temporada 2003-2004 es la primera de Francisco Gómez Hernández al frente del club. Se juega de nuevo en el grupo III de 2.ª B. A su llegada hace cambios significativos, como son el escudo y el nombre del club, ambos a semejanza del histórico Cartagena FC para acercar el club a la ciudad de Cartagena. José Antonio Rodríguez Girona "Machuca" fue el primer entrenador de la temporada, después serían Juan Francisco Alcoy (de forma temporal) y Pep Balaguer. Fue una temporada irregular, y solo al final se pudo salvar la categoría con tres victorias consecutivas que dejaron al equipo en la 15.ª posición.
En la temporada 2004-2005, el F. C. Cartagena vuelve a jugar en el grupo IV de 2.ª B. Pep Balaguer inicia la temporada como entrenador, pero pronto sería destituido por los malos resultados. Vicente Carlos Campillo y Juan Francisco Alcoy aumentaron la nómina de entrenadores de esta temporada, pero el equipo seguía un rumbo irregular. En el último tramo de liga llegó Juan Ignacio Martínez, un técnico que hizo un buen trabajo, salvó al equipo del descenso y mereció la renovación. Al final el FC Cartagena quedó en 13.ª posición.
Tras los últimos fiascos, la afición no esperaba nada nuevo para la temporada 2005-2006. Juan Ignacio Martínez era el entrenador y Francisco Gómez Hernández puso a su disposición a una gran plantilla a la que debía conjuntar avalada por el secretario técnico Miguel Torrecilla. El resultado fue magnífico, el F. C. Cartagena arrasó en el grupo IV de 2.ª B y quedó campeón desplegando un fútbol de superior categoría, siendo un auténtico bloque y modelo a seguir de cómo hacer bien la cosas en esta categoría. El FC Cartagena se había ganado el derecho a jugar el play-off de ascenso, y era favorito para lograr el objetivo. Sin embargo, a las primeras de cambio la UD Vecindario eliminó al equipo cartagenero, quedando 2-2 en el partido de ida, disputado en Gran Canaria, y 0-1 en la vuelta en el Estadio Municipal Cartagonova.
En la temporada 2006-2007 el FC Cartagena intenta seguir la estela del año anterior, el bloque de jugadores es el mismo, y se vuelve a intentar el ascenso de categoría pero sin éxito. David Amaral empezó la temporada como entrenador pero dimitió a mitad de competición coincidiendo con la marcha de Miguel Torrecilla, en su lugar vino José Luis Montes pero sería destituido por los malos resultados, y Juan Francisco Alcoy tomó las riendas en las últimas jornadas. La recta final del campeonato dejó al FC Cartagena fuera de los play-off de ascenso.
La temporada 2007-2008 significa el declive del gran proyecto de ascenso gestado tres años antes. Juan Francisco Alcoy arrancó la temporada en el banquillo manteniendo un buen equilibrio de puntos pero el juego no era nada vistoso y esto le costó el puesto en una decisión polémica. Pichi Lucas sustituyó al valenciano, obteniendo unos resultados iniciales desoladores llevaron al F. C. Cartagena a rozar los puestos de descenso. Sin embargo, una posterior racha de victorias consecutivas acompañadas de un fútbol ofensivo que disfrutábamos cada vez más seguido, llevó al equipo a optar por los puestos de play-off de ascenso, un objetivo al que se llegó a estar muy cerca en la jornada 31 a tan solo 3 puntos del 4.ª por aquel entonces el Ceuta y a 4 puntos del 3.ª. Las últimas jornadas del campeonato dejaron sin opciones al F. C. Cartagena, finalizando el campeonato en 8.ª posición.

### Periodo 2008 a 2011: Ascenso a Segunda y "casi" a Primera

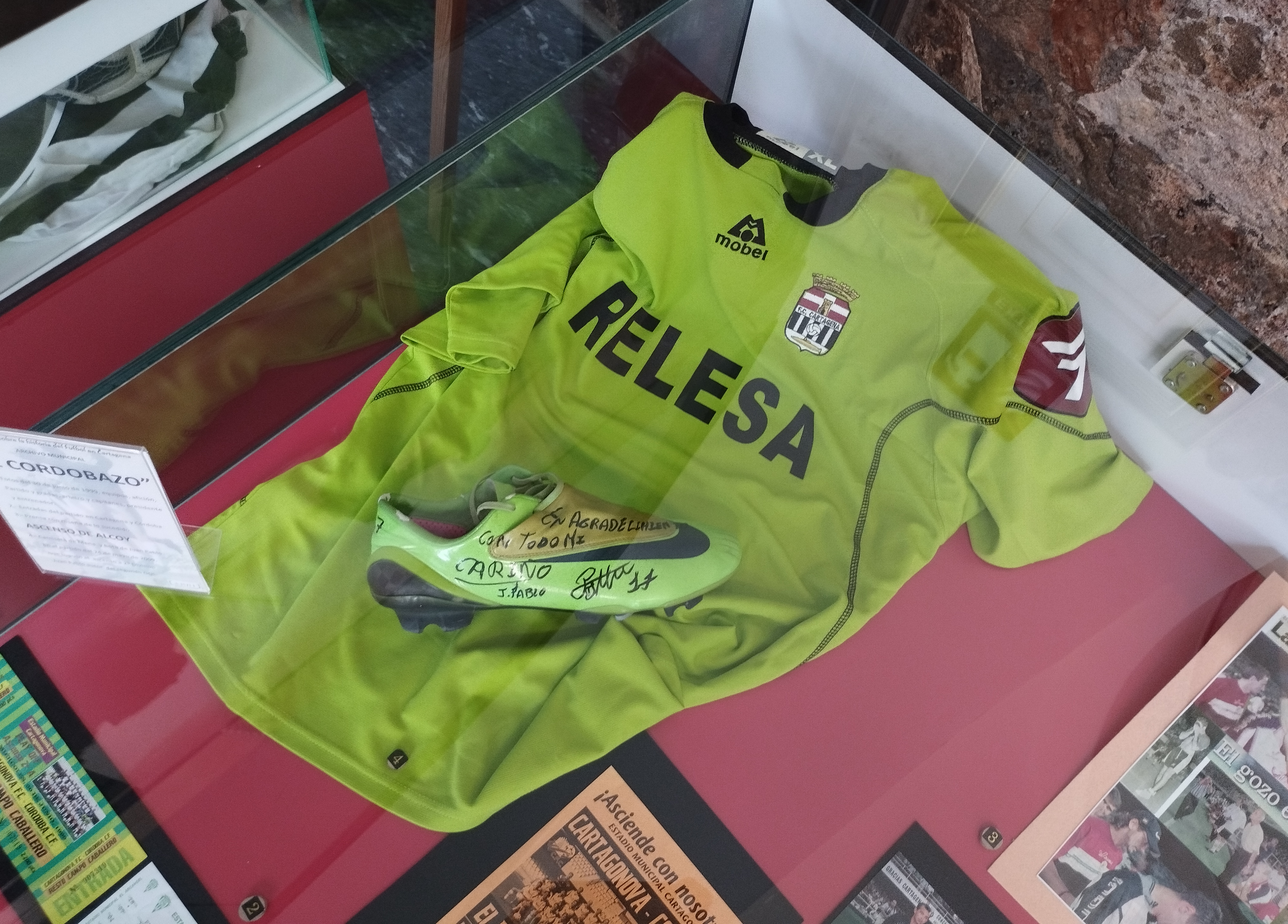
Dos objetos relacionados con el ascenso de 2009, en una vitrina de la exposición Historia del fútbol en Cartagena (2025): la camiseta de Pepe Mena y una bota firmada de Juan Pablo.

En la temporada 2008-2009, con Fabriciano González Fabri en el banquillo, el F. C. Cartagena finaliza la primera vuelta con 37 puntos, coliderando la clasificación junto con el Club Deportivo Leganés. Nada más comenzar la segunda vuelta de la liga, y con motivo del mal juego del equipo y su mala relación con algunos jugadores, el entrenador Fabri es relevado en el banquillo por el ex-internacional español y entrenador canario Paco Jémez quien clasifica al equipo para los play-off de ascenso como campeón de grupo.
En la promoción de ascenso el F. C. Cartagena se enfrenta al Club Deportivo Alcoyano. En el partido de ida, disputado en el Estadio Cartagonova, el Efesé gana 2-1 con goles de Héctor Yuste y de Samuel Bayón. El 24 de mayo de 2009, el equipo hace historia: por primera vez desde su creación y al empatar en Alcoy 2-2 en el partido de vuelta con goles de Mena y de Juan Pablo, asciende a Segunda División. Esta será la decimosexta temporada del fútbol cartagenero en la Segunda División, tras las 15 disputadas por su predecesor, el Cartagena FC entre los años 1928 y 1988. El 31 de mayo de 2009 el Efesé cayó derrotado en casa contra el Cádiz CF por 1-2 en el partido de ida de la final por el primer puesto de 2.ª B (eliminatoria de nueva creación y con solo trascendencia honorífica) y en la vuelta en el Estadio Ramón de Carranza el resultado fue de 1-1 con gol de Armando para el equipo albinegro, perdiendo a favor del Cádiz CF el título de campeón absoluto de la 2.ª B.
Paco Jémez no llega a un acuerdo para renovar el contrato para la campaña 2009/2010, por lo que se desvincula del equipo. El nuevo entrenador fichado para la temporada 2009/2010 es Juan Ignacio Martínez, quien ya fuera entrenador en la temporada 2005/2006.
El 29 de agosto de 2009, el equipo debutó en la Segunda División A del fútbol español, jugando en el Municipal de Montilivi del Girona FC y ganando por 0 a 1. El primer jugador en marcar en la nueva categoría fue Quique de Lucas. Tras 11 jornadas ostentaba el liderato de la Segunda División de España tras no haber perdido ningún partido, empatar 5 y haber ganado otros 6, protagonizando uno de los mejores arranques de la historia de la categoría desde que se disputa la Segunda División de 22 equipos.
El 8 de noviembre de 2009 tiene lugar en el Estadio Nueva Condomina el derbi entre el Real Murcia CF y el F.C Cartagena saldándose con victoria del equipo visitante por 1-4 con más de 8000 cartageneros en las gradas. El Cartagena no conoció la derrota hasta la jornada doce donde cayó derrotado en casa frente al Nastic de Tarragona por 0 a 2.
Finalizadas las 14 primeras jornadas del campeonato, un tercio de la temporada 2009/2010 y con una victoria sobre SD Huesca por 1-0 en el Estadio Municipal Cartagonova, el equipo cartagenero se situó líder de la Segunda División.
Al llegar al parón invernal, y tras 17 jornadas disputadas (15 de ellas en ascenso), el FC Cartagena acabó el año 2009 en puestos de ascenso a Primera División tras su victoria por 1-2 en el estadio Ciutat de Valencia del Levante UD. Al término de la primera vuelta y tras empatar 0-0 en el estadio Carlos Belmonte del Albacete Balompié el conjunto cartagenero finalizó la misma en puestos de ascenso a Primera división, puesto que ostentó durante 18 jornadas.

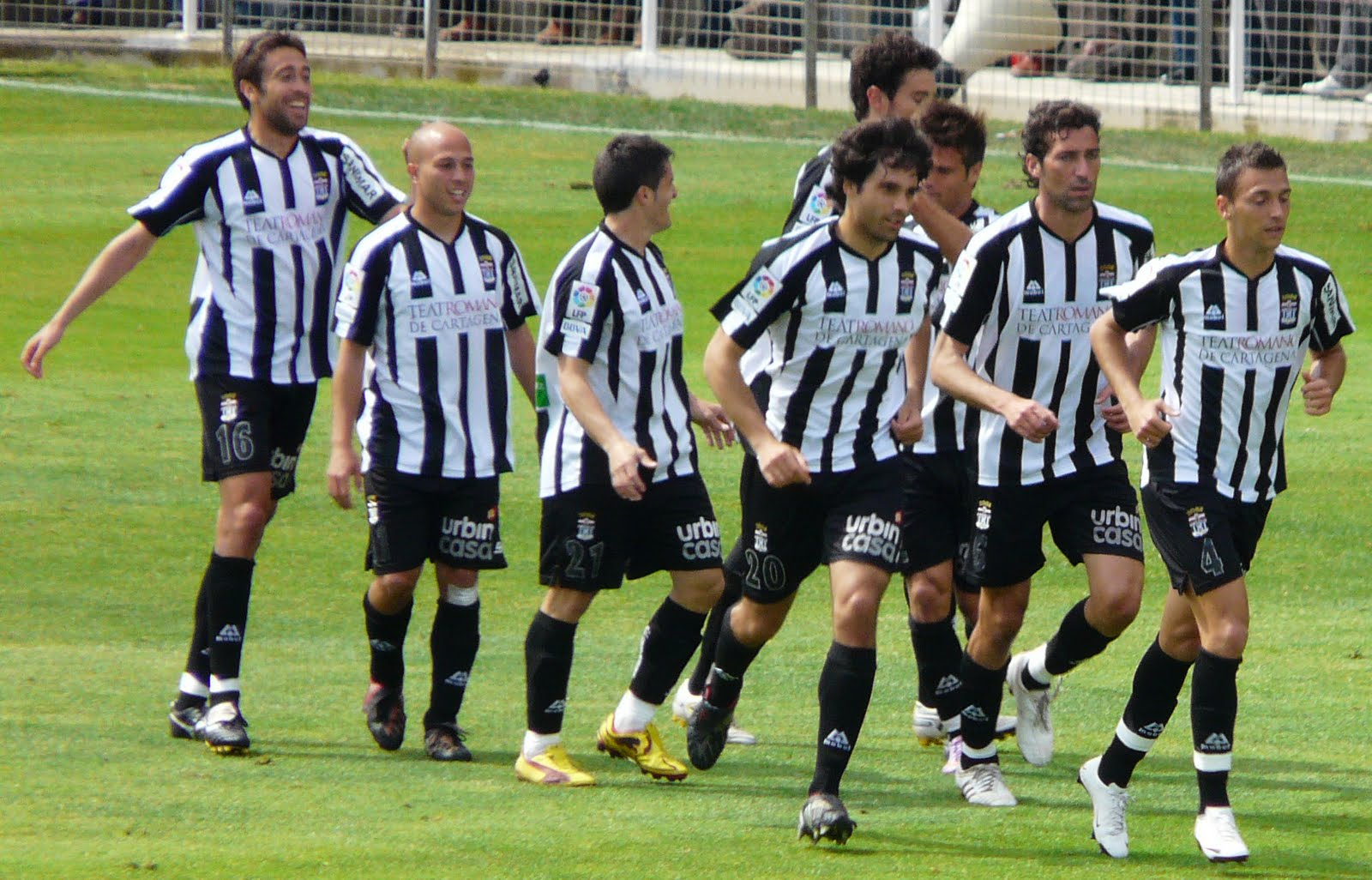
Los jugadores que la temporada 2009-10 lucharon por el ascenso a Primera División.

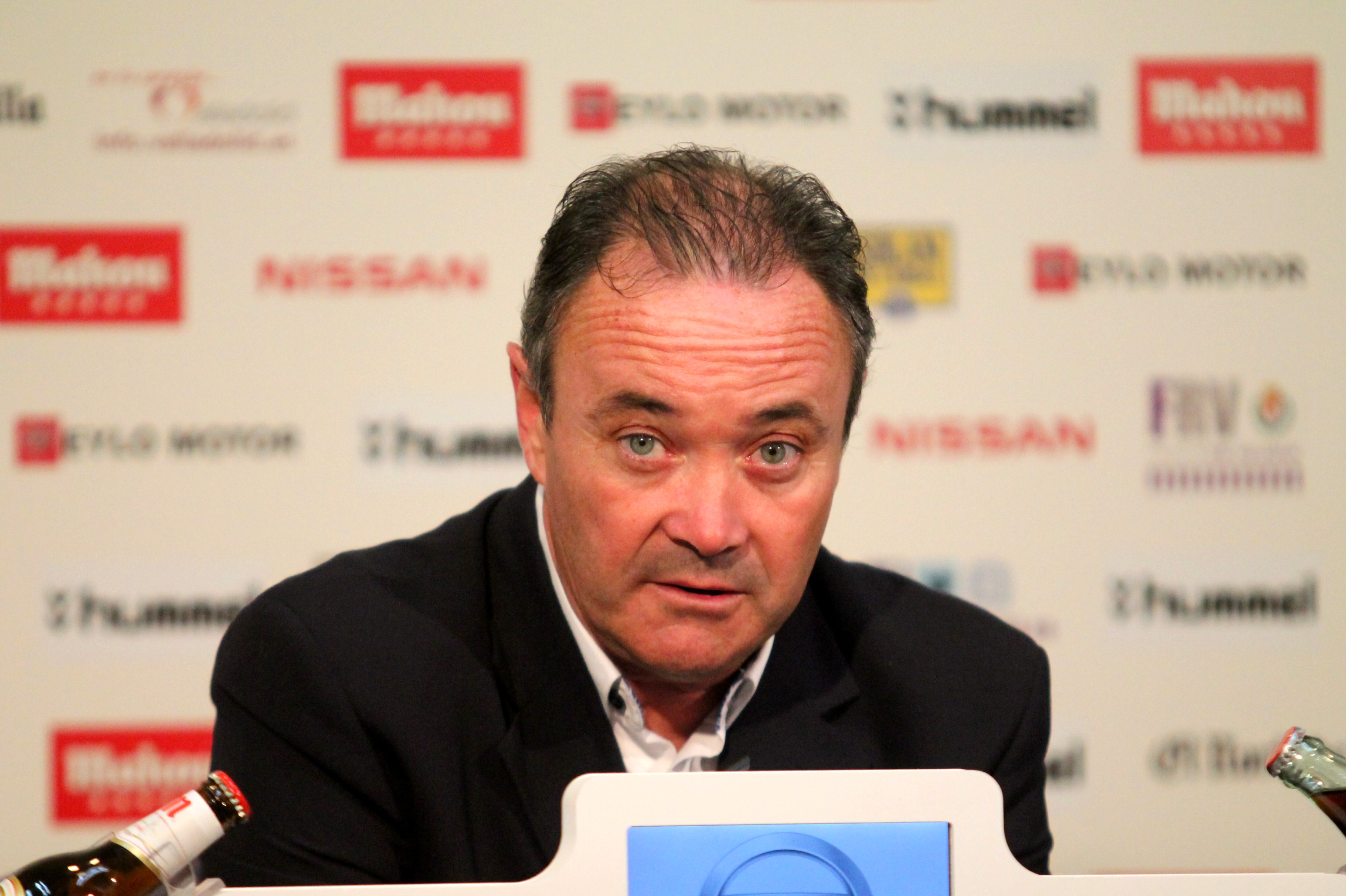
Juan Ignacio Martínez "JIM".

Al comenzar la segunda vuelta el FC Cartagena sigue demostrando las buenas sensaciones de la primera vuelta venciendo a equipos como el Girona FC en casa por 4-1 o Rayo Vallecano a domicilio por 2-3. Finalizadas 28 jornadas, dos tercios de liga, el equipo se afianzó en posiciones de ascenso a Primera División, consiguiendo una importante victoria frente al Cádiz CF por 4-1. A falta de 10 jornadas para la finalización del campeonato (jornada 32.ª) el FC Cartagena se impuso al Real Murcia CF en el Estadio Municipal Cartagonova por 3-2, afianzándose en la segunda posición en solitario de la Segunda División.
A falta de 5 jornadas para la finalización de la Liga Adelante (Segunda División), el Cartagena se encontraba en posición de ascenso a la Primera División.
Tras una victoria por 1-2 en el Estadio Nuevo Arcángel de Córdoba frente al Córdoba CF en la jornada 39, el FC Cartagena se situó a falta de tres jornadas para la finalización de la liga, empatado a puntos con el Real Betis y con el Hércules CF en puestos de ascenso, en la pugna por ascender a Primera División. Contra el equipo herculano se enfrentó en la jornada número 40 en Cartagonova, con un resultado final de 0-0. Con la derrota ante el Recreativo de Huelva por 1-0 en la jornada 41.ª el FC Cartagena se despidió matemáticamente de sus opciones de ascenso a Primera División, finalizando la campaña en quinta posición.
A finales de agosto de 2010, antes del inicio liguero el FC Cartagena vende al meta Rubén al Málaga CF por 1.200.000 €.
El equipo cartagenerista comienza la temporada 2010/2011 en la división de plata con una contundente victoria de 1-4 ante el recién descendido Xerez, que lo posiciona líder junto al Betis. Ya en la jornada 17.ª, al acabar el año 2010 se sitúa cuarto en la clasificación después de golear 5-2 a la UD Las Palmas en el Cartagonova. A falta de 10 jornadas para la finalización de la temporada, se encontraba clasificado para disputar el play-off de ascenso a Primera División. Una mala racha en los últimos partidos hizo que perdiera todas sus opciones de luchar por el ascenso a Primera División vía play off, y terminó la campaña en mitad de tabla, puesto decimotercero.

### Cambio de ciclo, descenso a Segunda B y salida de Paco Gómez (2011-2014)
De cara a la temporada 2011/2012 se produce un considerable cambio en el club, desde el entrenador, que sería Paco López, pasando por gran parte de la anterior plantilla. Con todo esto se busca el ascenso a Primera División, objetivo buscado la anterior temporada y que al final no se pudo conseguir. Algunos de los jugadores más carismáticos de la anterior etapa como Víctor Fernández, Pascal Cygan, Toché o Antonio Longás dejan el club y se abre una nueva etapa en el equipo.
La temporada 2011/2012 comienza de forma nefasta con seis derrotas en los seis primeros partidos y se llega al parón invernal con la destitución de dos entrenadores: Paco López que fue destituido en la 4.ª jornada y Javi López, destituido en la jornada 18.ª, con el equipo a cinco puntos de la salvación. El técnico elegido para intentar la permanencia sería Carlos Ríos. Al término de la primera vuelta el equipo marchaba 18.º clasificado, con tan sólo un punto de ventaja sobre los puestos de descenso.
A falta de 10 jornadas y tras no producirse reacción alguna en la trayectoria del equipo, el Cartagena se situaba colista de la categoría. Una tímida reacción, unida al descenso del Villarreal CF a Segunda División, que arrastraba a su filial a Segunda B, dio esperanzas de salvación al equipo, que se situaba a cinco puntos de la permanencia faltando cinco jornadas. Una derrota frente a la SD Huesca por 1-0, unida a una serie de marcadores adversos, colocaba al Cartagena virtualmente descendido a la Segunda División B. El 22 de mayo de 2012 se certificó el descenso matemático a la Segunda División B tras la derrota en el Estadio Nuevo Arcángel por 2-0 frente al Córdoba CF. Finaliza la campaña en el puesto 20.º con 40 puntos, solo por delante de CD Alcoyano y Nástic de Tarragona y a 6 puntos del CE Sabadell, equipo que marcaba la permanencia como 19.º clasificado.
Esta pérdida de categoría, supuso el descenso de la plantilla más cara en las 18 temporadas del fútbol cartagenero en la Segunda División de España (15 con el Cartagena FC y las 3 del FC Cartagena).
La temporada 2012/2013 comienza con el objetivo prioritario de retornar al fútbol profesional. Se confía la dirección del equipo a José Francisco Grao García conocido en el mundo del fútbol como "Pato". Comienza la liga de forma satisfactoria, con seis victorias consecutivas (alguna de ellas frente a rivales de categoría y rivales por el ascenso como el Albacete Balompié), situándose líder de la competición y logrando el mejor arranque liguero de la historia del Cartagena en la categoría, superando las cuatro victorias de la temporada 2008/2009, cuando se consiguió el último ascenso a la Segunda División. Una mala racha de juego y resultados, y la salida del equipo de la eliminatoria de ascenso a Segunda División hacen que el técnico sea destituido tras la jornada decimosexta, tras haber permanecido 13 jornadas liderando la tabla. Su sustituto sería Pacheta. El equipo finaliza la primera vuelta en puestos de play off de ascenso a Segunda División. A falta de cinco jornadas para la conclusión del campeonato regular, el conjunto departamental marchaba cómo líder de grupo. Faltando tres jornadas para la finalización del campeonato, el equipo consiguió la clasificación matemática para las eliminatorias por el ascenso. En la última jornada se confirmó como subcampeón de grupo. La directiva, a pesar de la clasificación para las eliminatorias por el ascenso a Segunda División, decidió rescindir el contrato del técnico Pacheta. Su sustituto sería José Miguel Campos. En la primera eliminatoria por el ascenso a la Segunda División, cayó eliminado ante el Caudal Deportivo por un global de 1-0.
Tras las protestas de los aficionados tras la eliminación, Paco Gómez, decide apartarse de la presidencia del club, y elige al cartagenero Francisco de Paula Gutiérrez Linares como presidente ejecutivo del club, aunque continúa siendo el dueño del mismo. La temporada 2013/2014 se planifica con Tevenet como entrenador del primer equipo, con una plantilla mucho más austera que la temporada anterior, pero con el mismo objetivo, luchar por el retorno a la Segunda División. El equipo comienza dubitativo, pero poco a poco va afianzándose en Liga, igualando la marca de seis victorias consecutivas de la temporada anterior. Además, realiza grandes eliminatorias en Copa, superando a CD Guadalajara, SD Huesca y CD Tudelano, para alcanzar los dieciseisavos de final, ronda en la que se enfrentará a un Primera División europeo. La eliminatoria sería frente al Fútbol Club Barcelona, disputándose a doble partido. El equipo caería eliminado, pero demostrando ser un equipo compacto ante la adversidad de un conjunto de la Primera División, a pesar de las dos goleadas sufridas (1-4 en la ida, adelantándose en el marcador y 3-0 en la vuelta, disputada en el Camp Nou). En la liga, el equipo finaliza la primera vuelta del campeonato en puestos de ascenso a la Segunda División con 38 puntos.

### Cambios en la dirección del club: Etapa Sporto Gol Man SL (2014-2015)
El 10 de marzo de 2014 se anuncia la entrada de la sociedad mercantil Sporto Gol Man 2020 SL en el club tras un proceso de auditoría de las cuentas de la SAD. El paquete accionarial que poseía el único accionista y administrador de la SAD, Francisco Gómez Hernández, es transferido por compraventa sin contraprestación, por el mínimo legal, dada la situación de la sociedad y la deuda que acumulaba la misma, de unos tres millones de euros con Hacienda y, en menor medida, cercana al medio millón de euros, con otros acreedores. De esta forma, con la confirmada compraventa, se puso fin a una etapa de diez campañas de Francisco Gómez al frente del club departamental, una de las más duraderas en la historia del fútbol cartagenero y en la que el mismo se convirtió en sociedad anónima deportiva. El 13 de marzo de 2014 se realiza la presentación de la nueva presidencia constituida por Paco López y Javier Martínez.
En la jornada 37.ª del campeonato de liga, un gol postrero de Menudo en el Estadio Nuevo Mirador frente al Algeciras Club de Fútbol, certificó la clasificación matemática para la promoción de ascenso a la Segunda División. Este hecho, sirvió para conseguir la segunda clasificación consecutiva para unos play off de ascenso, algo que no se lograba en el fútbol cartagenero desde las dos clasificaciones de las temporadas 1990/1991 y 1991/1992.
En la ida de la eliminatoria de ascenso, disputado en Cartagonova, el Cartagena pierde 1-3 ante el Real Avilés, lo que complicaría sus opciones de superar la eliminatoria en la vuelta. Ya en la vuelta, en tierras asturianas, se perdió 2-0, obligando al Cartagena a jugar un año más en Segunda B. Por otro lado, se confirmó que Mariano Sánchez, capitán del Cartagena, tras nueve temporadas vistiendo la equipación albinegra, colgaba las botas.
A falta de unos días para la finalización del plazo para liquidar deudas ante la AFE, la mercantil Sporto liquida los créditos pendientes de la temporada 2013/2014, salvando del descenso administrativo al club departamental. Además, en verano y ante la posibilidad de que uno de los acreedores privados solicitase concurso involuntario, el club inicia negociaciones con los diversos acreedores y, ante la imposibilidad de llegar a acuerdos extra concursales, inicia trámites de entrada en pre concurso de acreedores.
La temporada 2014-2015 no arranca bien en lo deportivo, con eliminación copera tras el primer enlace y renqueante marcha en el campeonato liguero. Tras algunas decisiones erróneas de miembros de la cúpula directiva del club, la mayor parte de los inversores se retiran, complicando la viabilidad del proyecto, lo que conlleva a que se produzcan impagos a los trabajadores de la entidad, a partir del mes de diciembre. Esto implica que en el mercado invernal dejen la entidad varios jugadores. En la jornada 25, tras empatar en casa ante el CP Cacereño, el equipo cae a puestos de descenso a Tercera División.
En marzo de 2015, la entidad entra en concurso de acreedores de forma oficial, abriéndose un proceso mediante el cual se establecería la masa activa y la masa pasiva de la SAD. 
A falta de 3 jornadas para finalizar la liga, con el equipo en puestos de promoción de descenso, el empresario y periodista murciano Francisco Belmonte Ortiz se hace cargo del club a nivel de gestión, sin compraventa, supeditando la misma a la salvación deportiva del club. El empresario invierte ciertas cantidades de dinero que permiten finalizar la campaña de la forma más honrosa posible, con el apoyo y los tempos fijados por el administrador concursal.
En la jornada 36, el equipo pierde 0-2 ante el Real Betis B, cayendo a puestos de promoción de descenso a Tercera División. Posteriormente, una victoria en el estadio del Real Jaén por 1-2 hizo que el conjunto departamental se lo jugara todo ante La Roda CF, situada con los mismos puntos, 42. El encuentro ante el conjunto manchego finalizó con el resultado de 1-1 y, por consiguiente, el club se vio abocado a disputar promoción de descenso, en la que se enfrentaría ante la UD Las Palmas Atlético. Los duelos ante el filial canario se resolvieron de la siguiente manera: 0-0 en la ida, y 1-1 en la vuelta, ya en Canarias, consiguiendo así el FC Cartagena la permanencia en Segunda División B.
Ya en la postemporada y con la masa pasiva fijada, el inversor murciano anuncia la reclamación de pago de un crédito del que la Agencia Tributaria es acreedor. Dicho crédito, presentado fuera de los plazos fijados por Ley Concursal, no iba a ser asumido por Francisco Belmonte Ortiz y su grupo, debido a la imposibilidad de asumir responsabilidades por el montante total de créditos reclamados al club. Además, dicho grupo inversor plantearía la constitución de una nueva entidad deportiva, pidiendo la opinión a los abonados del FC Cartagena. Esto provocó disparidad de opiniones entre la afición, entre los partidarios de continuar explotando vías de salvación para solventar la situación del club, fuese con Francisco Belmonte Ortiz o con cualquier otro inversor y, por otro lado, entre los que se mostraron partidarios de empezar de cero o de crear un nuevo club a partir de la adquisición de otra entidad deportiva.
Finalmente y tras la posibilidad de que otro grupo de inversores, encabezado por Pedro Cordero, entrara en el club, el grupo de Francisco Belmonte Ortiz se hizo, a finales del mes de junio, con el 100% de las acciones, en manos de la mercantil Sporto Gol Man S.L.

### Etapa de Belmonte y vuelta a Segunda División (2015-Actualidad)
Para la temporada 2015/2016 se presenta como una transición, tras la experiencia cercana al descenso y desaparición la temporada anterior.
Se contrata a Víctor Fernández de entrenador, pero su falta de experiencia como técnico lastra al equipo, tras perder el derbi en Nueva Condomina por 2-0 y tras esto varios resultados negativos, tras la derrota 0-1 ante el Sevilla Atlético se decide prescindir de los servicios de Víctor.
Llegaría Alberto Monteagudo que llevaría al equipo a su objetivo de la Copa del Rey, invicto hasta la jornada 37 y ganando un derbi 2-1, no se le ganaba al Real Murcia en liga desde la temporada 2009-2010.
En la nueva temporada se mantiene el bloque y se mantiene toda la temporada en puestos de Promoción de Ascenso a Segunda División a pesar de una lamentable gestión en el mercado de invierno en el que deja ir a Chus Hevia , Óscar Rico y el delantero Fernando Rodríguez pide su marcha, tras un escándalo ajeno a lo deportivo, no se consigue fichar a ningún delantero, tan solo a Germán Sáenz procedente del Real Murcia.
El equipo empeora notablemente tras estos cambios y acaba pidiendo la hora para clasificarse como cuarto a la Promoción, y con malas sensaciones empieza su andadura contra el CD Alcoyano al que elimina con 0-0 en casa y victoria 0-2 fuera, en la segunda ronda, el FC Cartagena cae eliminado por el FC Barcelona B derrota 1-2 en la ida y victoria insuficiente 0-1 en la vuelta.
En la temporada 2017/2018 se mantiene el bloque de la anterior campaña, sumándole fichajes con experiencia en la categoría. Ello permite que el club vuelva a realizar una gran temporada, que culmina con la guinda de la consecución del liderato en la última jornada. En el playoff de campeones, se enfrenta al CF Rayo Majadahonda. La eliminatoria ante el cuadro madrileño será recordada indefinidamente por los aficionados del Efesé como el “varapalo de Majadahonda", ya que perdieron el ascenso tras un gol postrero, en propia meta, en el minuto 97. Dicho gol, que puso el 1-0 en el partido de vuelta, otorgó el ascenso de categoría al conjunto Majariego, tras haber caído derrotado por 2-1 en el partido de ida disputado en Cartagonova. Dada su condición de campeón de grupo, el Efesé se reenganchó a las eliminatorias, ganándole en semifinales al Celta de Vigo "B". En la final, disputada frente al Extremadura UD, equipo de su mismo grupo en fase regular, volvió a tropezar (marcadores de 1-0 en Almendralejo y 0-0 en Cartagena), lo cual impidió el salto de categoría. Terminó, de ese modo, la etapa de Alberto Monteagudo como técnico del Efesé.
En la siguiente temporada, la 2018/2019, se contrata a Gustavo Munúa como entrenador. Durante parte de la temporada el equipo se muestra muy rocoso, conformándose como una gran bloque, lo cual le mantiene en primera posición casi todo el curso. No obstante, una racha negativa de ocho partidos sin ganar lo relegan a la segunda posición. Juega el Playoff, eliminando en la primera ronda al Castilla, tras remontar en el partido de vuelta en el Cartagonova (2-0) el marcador de la ida en Valdebebas (3-1). En la segunda ronda, contra la SD Ponferradina, cae con estrépito (1-2 en Cartagonova y 1-0 en Ponferrada). De nuevo se queda a las puertas del éxito del ascenso de categoría.

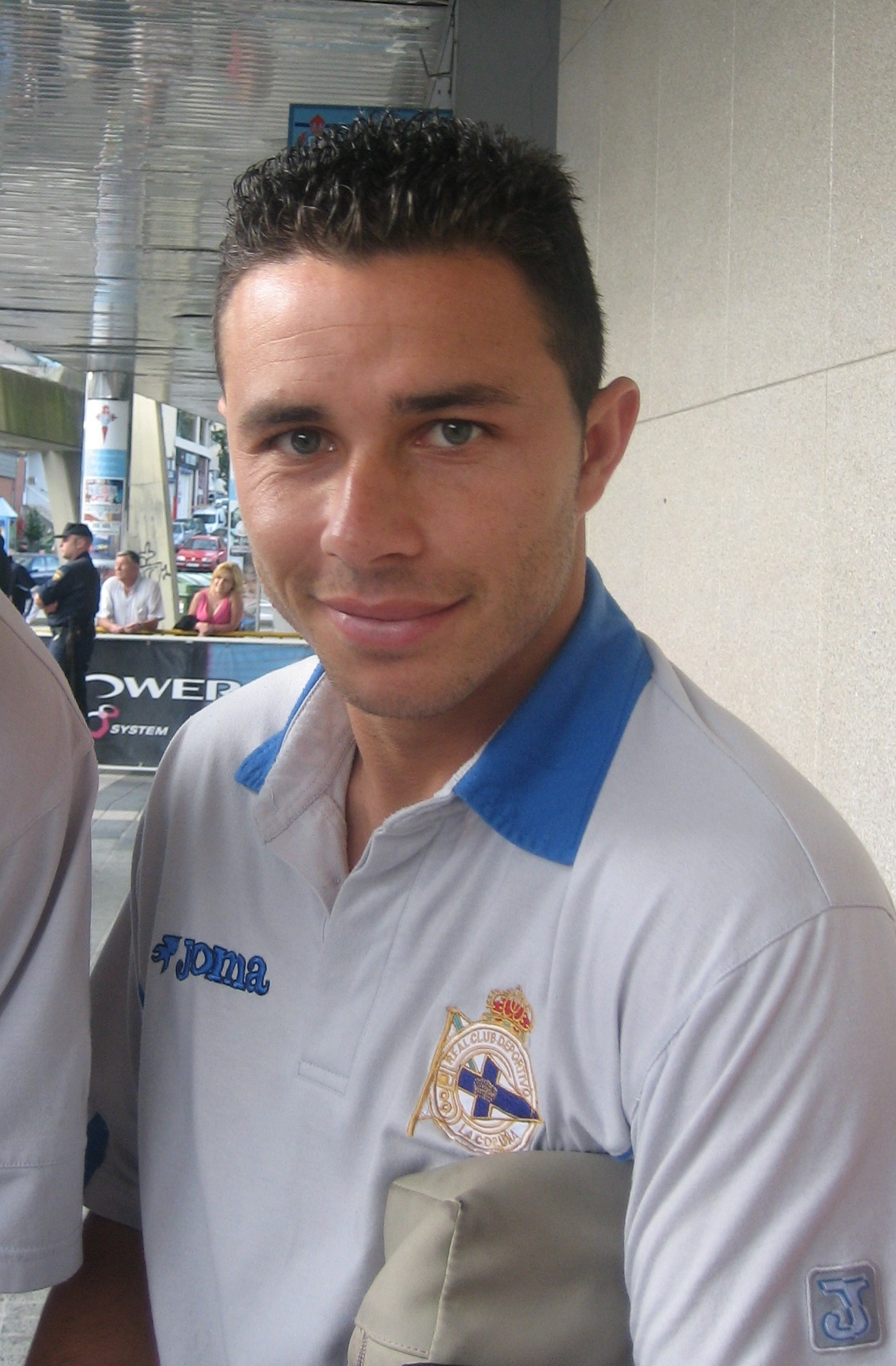
Rubén Castro jugó en el Cartagena entre 2020 y 2022.

En la temporada 2019/2020, el Efesé empieza mal, pero una buena racha de resultados permite alcanzar la primera posición, volviendo a proclamarse campeón de invierno. No obstante, justo antes de llegar al ecuador de la competición, el entrenador, Gustavo Munúa, decide dejar el club tras recibir una oferta del club de su vida, el Club Nacional de Football. En su lugar, la institución firmó a Borja Jiménez, un entrenador constrastado, con experiencia en la categoría. Aunque en los primeros compases el juego del equipo genera dudas, lo cual hace que el Cartagena pierda el liderato a favor del Marbella FC, en última instancia se recupera. Es decir, en la jornada 28, última antes de la situación sanitaria provocada por la Crisis Covid-19 el equipo retorna a la primera posición tras su victoria en el Nuevo Arcángel, al ganar 0-2 al Córdoba CF. Como consecuencia de la mencionada crisis, el 6 de mayo se da por finalizada la temporada, y el club se proclama campeón del grupo IV, jugándose el ascenso en un playoff "express", disputado a partido único en sede neutral contra otro de los campeones. Es el día 19 de julio cuando se enfrenta en dicha eliminatoria al CD Atlético Baleares en el estadio La Rosaleda. Tras los noventa minutos de tiempo reglamentario, se llega con empate a cero, lo cual encamina el choque a la prórroga, que finaliza de igual forma. La eliminatoria se decide por penaltis, resultando el Efesé vencedor desde el punto de pena máxima (4-3) y consiguiendo retornar a la Segunda División de España ocho años después del descenso de la temporada 2011-2012.
En la temporada 2020/2021, el FC Cartagena, dirigido por el entrenador del ascenso, Borja Jiménez, arranca con dudas en la temporada de su vuelta al fútbol profesional, si bien realiza un mes de octubre de gran nivel, tanto en juego como en puntuación, que le sitúa en una plácida situación. No obstante, una racha de resultados muy negativa, le coloca en puestos de descenso al término de la primera vuelta. Destacan, no obstante, jugadores como Rubén Castro o Elady. El entrenador es destituido tras la jornada 18 y la disputa de la primera eliminatoria de Copa frente al Pontevedra CF, que se salda con eliminación tras caer por 2-1 en Pasarón. Le sustituye de forma interina, durante tres jornadas, el exfutbolista y técnico del filial, Pepe Aguilar. Concluye de ficha forma la primera vuelta. Para iniciar la segunda vuelta del campeonato se confía en Luis Carrión como entrenador, así como en el giro de timón que se pretende con la renovación de la plantilla en el mes de enero. El equipo sufre y continúa en descenso durante gran parte de la segunda vuelta, combinando actuaciones de gran nivel con actuaciones poco competitivas. Dicha irregularidad se rompe en el momento clave de la temporada, cuando se encaran las últimas jornadas del campeonato. Jugadores llegados en el mercado invernal como Raúl Rodríguez Navas o Pablo De Blasis, le dan un nuevo aire al equipo, que finalmente consigue la permanencia a falta de dos jornadas para la conclusión de la competición.

## Indumentaria
- Uniforme titular

En la temporada 2020-21 el club oficializa el uso de las rayas horizontales blanquinegras, la cual generó un gran revuelo y expectación entre sus aficionados. Siendo así la primera vez en la historia del club en utilizar este modelo de camiseta. Obtuvo una gran acogida por la mayoría de aficionados. Con diversas encuestas que aportaron en torno a un 70% de conformidad con la disruptiva zamarra.
- Uniforme visitante:

La segunda equipación para la temporada 2020-21 supuso la vuelta del demandado diseño de la Provincia Marítima de Cartagena. En esta ocasión en el diseño participó el diseñador y publicista cartagenero Toni Alcaraz, más conocido por el seudónimo de TNKdesign. La camiseta basada en uno de sus diseños, juega con la tendencia de los "brochazos" para formar la cruz blanca, mientras el torso aporta diversas tonalidades de rojo. La camiseta se completa con cuello y puños en blanco. 
Durante la temporada 2023/24, el club y la marca italiana Macron, que sustituiría a Adidas por una rescisión del contrato de forma abrupta a tan solo 3 meses del comienzo de la siguiente temporada, volvería a utilizar un diseño ideado por el diseñador cartagenero TNKdesign, para su camiseta de visita.
- Uniforme alternativo: Para la temporada de su vuelta al fútbol profesional, el club opta por un modelo en color dorado claro, mientras que las mangas utilizan un degradado en rombos color rojo carmesí.

El uniforme del club ha variado muchas veces en muy poco tiempo. El primer uniforme, en 1995, constaba de camiseta blanca y pantalón negro. En el año 2001 la equipación cambió a camiseta blanca con una gran franja vertical de color negro en el centro y pantalón blanco. En 2002 se instauró la equipación cartagenera por antonomasia, la camiseta rayada blanquinegra y el pantalón blanco, sin embargo en 2007 la equipación cambia suprimiendo de la camiseta gran parte de las rayas negras y cambiando los pantalones a colo negro. Finalmente, en 2008, se vuelve a la camiseta rayada.
Uniforme alternativo: El segundo uniforme también ha variado con el primero. Se recuerda ver, en preferente, la segunda equipación azul totalmente con detalles blancos en un lado del pecho en forma de cuadrado. Otra sería la indumentaria azul marino con una franja horizontal en la camiseta de color verde. Durante muchos años se usó la camiseta carmesí (rojo cartagena), en 2007 aparece la novedad de la camiseta naranja, y en 2008 la de color verde. En 2009, en Segunda División, se crean dos uniformes alternativos; el primero de ellos completamente amarillo, y el segundo con camiseta color oro viejo y el pantalón en azul naval, recordando los colores del primer escudo de la ciudad que apareció a comienzos del siglo XVI. En 2010 retorna la equipación carmesí, y en enero de 2011 se estrena una equipación totalmente de color negro. Actualmente, para la temporada 2011-2012, se vuelve a utilizar la indumentaria de color amarillo como segunda equipación. Para la temporada 2012-2013, a petición de los aficionados, el equipo estrena una nueva equipación color rojo con una cruz blanca con motivo de la bandera de la Provincia Marítima de Cartagena. Esta segunda equipación se mantiene de cara a a temporada 2013-14, con ligeros cambios en el diseño.

### Evolución del uniforme
| 1995 - 1998 | 1998 - 2001 | 2001 - 2002 | 2002 - 2003 | 2003 - 2007 | 2007 - 2008 | 2008 - 2009 | 2009 - 2010 | 2023 - 2024 -Presente |

## Infraestructura

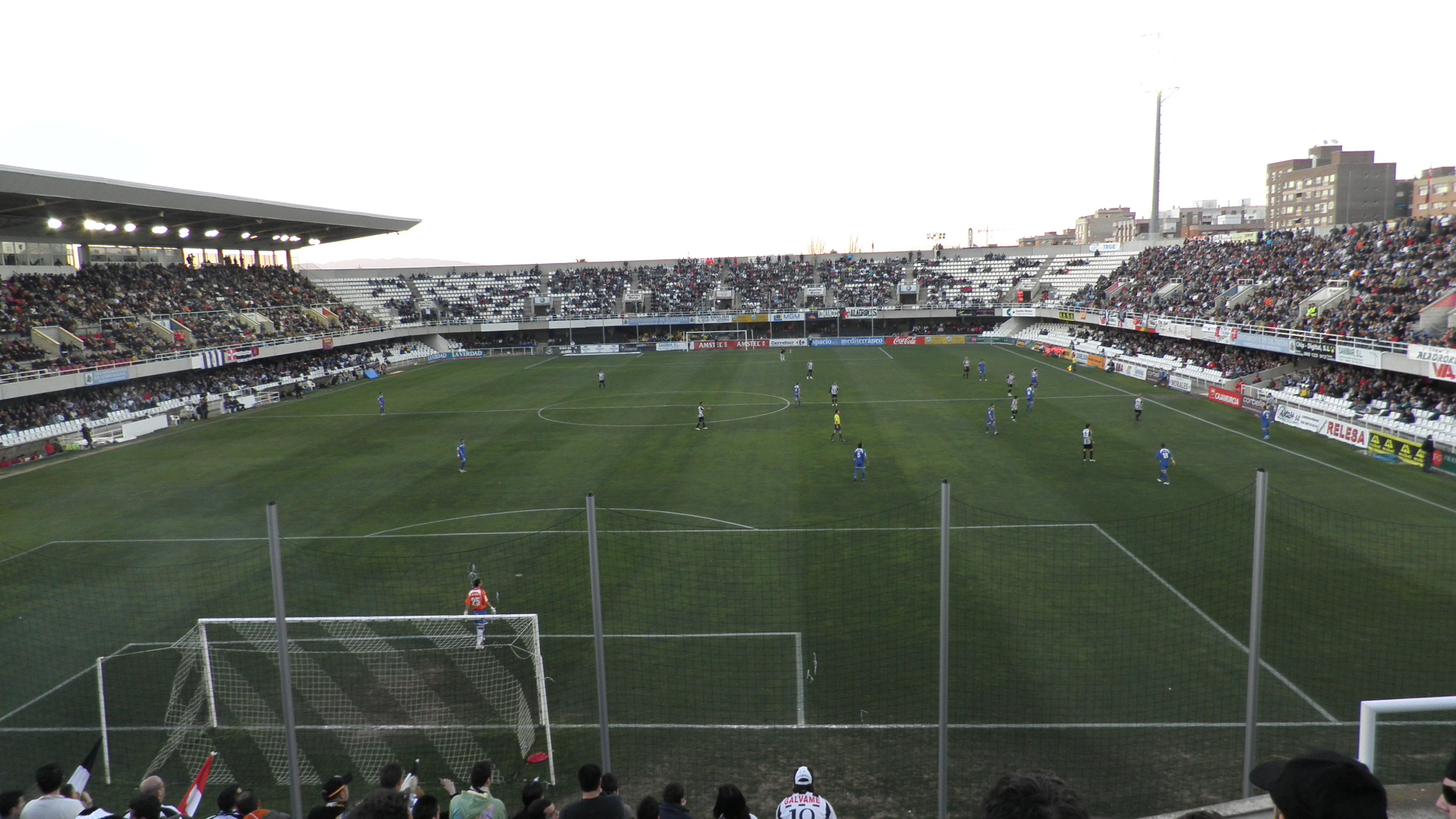
Imagen del Estadio Cartagonova

### Estadio
El Estadio del FC Cartagena es el Cartagonova. Inaugurado el 7 de febrero de 1988, tiene una capacidad de 14353 espectadores, todos sentados. Es el segundo estadio con mayor capacidad de la Región de Murcia, por detrás del Enrique Roca, aunque fue el de más aforo en el momento de su construcción. El primer partido que se disputó en el estadio fue un Cartagena FC - Real Burgos en Segunda División que acabó con empate a cero. El primer gol lo marcó Uribarrena del Bilbao Athletic.
El Cartagena FC como equipo local recibió la visita en competición oficial de Copa del Rey al FC Barcelona y Athletic Club entre otros. 
Otros eventos vividos en el estadio fueron el España-Grecia sub-18, el España-Malta sub-21, y sobre todo el España-Polonia de selecciones absolutas, convirtiéndose así como el primer estadio de la Región de Murcia que visita selección de fútbol de España. En 2009 se disputó un España-Noruega sub-21, y en 2013 un España-Hungría, también sub-21.
El 28 de febrero de 2007 el estadio Cartagonova albergó el debut de la Selección de Cartagena absoluta, entrenada por Paco Sánchez, que se enfrentó a las Islas Feroe para conmemorar el centenario de la fundación del primer club de fútbol de la ciudad. La asistencia fue de 12 000 personas.
Son muchos los equipos que han visitado el estadio Cartagonova para disputar partidos de carácter amistoso: Real Madrid, Bayern Múnich, Atlético de Madrid, Deportivo de La Coruña, Manchester City, PSV Eindhoven, Galatasaray, Perugia, Borussia Dortmund, Valencia CF...
La mayor entrada registrada en el estadio fue de 20 000 personas (antes de la remodelación de los asientos) en un partido de promoción de ascenso a Segunda División frente al Córdoba CF el 30 de junio de 1999, donde el Cartagena no consiguió el ansiado ascenso.

### Recintos históricos

#### Campo de Deportes y Recreos de los Juncos
En los primeros años desde la fundación del club, el Cartagonova CF utilizaba como estadio el Campo de Deportes y Recreos de los Juncos, conocido de forma popular simplemente como Los Juncos. Fue construido en 1946 y desde entonces era utilizado por el CD Naval, que lo compartió con el Cartagonova FC, hasta que ascendió, y con la retirada del Cartagena FC, pasó a ser el primer equipo de la ciudad y usó el Estadio Cartagonova.
El campo de fútbol de Los Juncos se encontraba en la calle Juan Fernández. Las dimensiones del terreno de juego eran de 103 x 65 m y la capacidad era de, aproximadamente, 5 000 personas. El campo fue demolido en 2004 para hacer un parque.

## Escudo

La bandera de la provincia marítima de Cartagena está presente en el escudo del club.

El escudo actual del Fútbol Club Cartagena data del año 2003 y está hecho a semejanza del escudo del histórico Cartagena FC, fundado en 1919. Anteriormente, desde la fundación en 1995 hasta el citado cambio, el escudo del club era otro distinto.
El escudo en sí se divide en 3 partes. La parte superior representa la bandera de la provincia marítima de Cartagena (la cruz blanca sobre fondo rojo), la parte central representa el nombre y los colores del club con un balón antiguo en el centro, y la parte inferior está representado el Submarino Peral (primer submarino de la historia, inventado por el cartagenero Isaac Peral). Todo el escudo está coronado por las almenas de oro, al igual que el escudo de la ciudad.

## Datos del F. C. Cartagena
- Socios: 9000 (Temporada 2024-2025)
- Presupuesto: 5.700.000 € (Temporada 2023-2024)
- Capital Social: 8.235.000 € (Temporada 2023-2024)
- Temporadas en 1.ª: 0
- Temporadas en 2.ª: 8 (incluida la temporada 24-25)
- Temporadas en 2.ªB: 19 temporadas | Campeón: 4 | Subcampeón: 3 (14 temporadas en el grupo IV, 4 temporadas en el grupo III y 1 temporada en el grupo II).
- Temporadas en 3.ª: 2 temporadas | Campeón: 2
- Temporadas en Territorial Preferente: 1 | Subcampeón: 1
- Mejor puesto en la liga: 5º (Segunda división temporada 2009-2010)
- Peor puesto en la liga: 15º (Segunda división B temporada 2003-2004)
- Mayor goleada conseguida (en Segunda División):
  - En casa: F. C. Cartagena 5-0 SD Amorebieta (2021-22).
  - Fuera: Real Murcia 1-4 F. C. Cartagena (2009-10) y Xerez CD 1-4 F. C. Cartagena (2010-11)
- Mayor goleada conseguida (en Segunda División B):
  - En casa: F. C. Cartagena 6-0 UD Ibiza (25 de noviembre de 2018)
  - Fuera: R. C. D. Espanyol B 0-4 F. C. Cartagena (17 de enero de 1999)
- Mayor goleada encajada ( en Segunda División):
  - En casa: F. C. Cartagena 0-4 Albacete Balompié (2009-10); F. C. Cartagena 0-4 Celta de Vigo (2010-11 y F. C. Cartagena 0-4 Barcelona B (2011-12.
  - Fuera: Real Betis 5-0 F. C. Cartagena (2010-11)
- Mayor goleada encajada (en Segunda División B):
  - En casa: F. C. Cartagena 0-4 R. C. D. Espanyol B (29 de octubre de 2000) y F. C. Cartagena 0-4 Tarrasa F. C. (3 de diciembre de 2000)
  - Fuera: UE Lleida 5-0 F. C. Cartagena (30 de noviembre de 2003)

## Administración

### Propiedad del club
| Porcentaje | Propietario            |
| ---------- | ---------------------- |
| 100%       | Duino inversiones S.L. |

### Directiva actual
| Cargo                                   | Nombre                   |
| --------------------------------------- | ------------------------ |
| Presidente                              | Francisco Belmonte Ortiz |
| Vicepresidencia estrategia y patrocinio | Salvador Bernal          |
| Área de comunicación                    | Antonio Martínez         |
| Dirección general deportiva             | Manuel Sánchez Breis     |
| Área de estrategia y patrocinio         | Salvador Bernal          |
| Área legal y administrativa             | Ándres López             |
| Coordinador de secciones                | Mariano Belmonte Ortiz   |

### Lista de presidentes
| - 1. 1995-2002: Florentino Manzano García - 2. 2002-2003: Manuel Feitó - 3. 2003-2013: Francisco Gómez Hernández - 4. 2013-2014: Francisco de Paula Gutiérrez Linares - 5. 2014-2015: Javier Marco Verdejo - 6. 2015-2016: Deseado Flores - 7. 2016-2025: Francisco Belmonte Ortiz - 8. 2025-actualidad: Alejandro Arribas |

## Organigrama deportivo

### Plantilla
- Los jugadores con dorsales superiores al 25 son, a todos los efectos, jugadores del Fútbol Club Cartagena "B" y como tales, podrán compaginar partidos con el primer y segundo equipo. Como exigen las normas de la LFP desde la temporada 1995-96, los jugadores de la primera plantilla deberán llevar los dorsales del 1 al 25. Del 26 en adelante serán jugadores del equipo filial.
- Un canterano debe permanecer al menos tres años en edad formativa en el club (15-21 años) para ser considerado como tal.[29][30] Un jugador de formación es un jugador extranjero formado en el país de su actual equipo entre los 15 y 21 años (Normativa UEFA).
- Según normativa UEFA, cada club solo puede tener en plantilla un máximo de tres jugadores extracomunitarios que ocupen plaza de extranjero. La lista incluye solo la principal nacionalidad de cada jugador. Algunos de los jugadores no europeos tienen doble nacionalidad de algún país de la UE:
  - Jhafets Reyes tiene la doble nacionalidad ecuatoriana y española.
  - Lucho García tiene la doble nacionalidad colombiana y española.
  - Pablo de Blasis tiene la doble nacionalidad argentina y española.

### Altas y bajas 2025-26
| Altas 2025-2026            |          |                             |        |       |  |
| Jugador                    | Posición | Procedencia                 | Tipo   | Coste |  |
| Christian Borrego, "Chiki" |          | Racing de Ferrol            | Libre  | 0 €   |  |
| Kevin Sánchez              |          | Deportivo de la Coruña      | Cesión | 0 €   |  |
| Carlos Calderón            |          | Cultural Leonesa            | Libre  | 0 €   |  |
| Pablo de Blasis            |          | Gimnasia y Esgrima La Plata | Libre  | 0 €   |  |
| Víctor Moya, "Chuca"       |          | Unionistas de Salamanca     | Libre  | 0 €   |  |
| Luismi Redondo             |          | FC Andorra                  | Cesión | 0 €   |  |
| Edgar Alcañiz              |          | Levante UD                  | Cesión | 0 €   |  |
| Nacho Sánchez              |          | Racing de Ferrol            | Libre  | 0 €   |  |
| Pablo Larrea               |          | Algeciras CF                | Libre  | 0 €   |  |
| Álex Fidalgo               |          | Ourense CF                  | Libre  | 0 €   |  |
| Nil Jiménez                |          | Nástic de Tarragona         | Libre  | 0 €   |  |
| Pablo Moya                 |          | R.C.D. Mallorca "B"         | Libre  | 0 €   |  |
| Luca Lohr                  |          | Getafe C.F. "B"             | Libre  | 0 €   |  |
| Marco Carrascal            |          | Rayo Cantabria              | Libre  | 0 €   |  |
| Marc Jurado                |          | RCD Espanyol "B"            | Libre  | 0 €   |  |
| Fran Vélez                 |          | Aris Salónica               | Libre  | 0 €   |  |
| Dani Perejón               |          | Recreativo de Huelva        | Libre  | 0 €   |  |
| Rubén Serrano              |          | Recreativo de Huelva        | Libre  | 0 €   |  |
| Imanol Baz                 |          | Unionistas de Salamanca     | Libre  | 0 €   |  |
| Iván Martínez              |          | Unionistas de Salamanca     | Libre  | 0 €   |  |
| Lucho García               |          | Algeciras CF                | Libre  | 0 €   |  |

| Altas invierno 2025-2026 |          |             |      |       |
| Jugador                  | Posición | Procedencia | Tipo | Coste |

| Bajas 2025-2026       |          |                              |               |         |
| Jugador               | Posición | Destino                      | Tipo          | Ingreso |
| Pablo Cuñat           |          | Levante U.D.                 | Fin de cesión | 0 €     |
| Toni Fuidias          |          | Girona F.C.                  | Fin de cesión | 0 €     |
| Jorge Moreno          |          | Osasuna Promesas             | Fin de cesión | 0 €     |
| Andrija Vukčević      |          | F.C. Juárez                  | Fin de cesión | 0 €     |
| Nikola Šipčić         |          | C.D. Tenerife                | Fin de cesión | 0 €     |
| Pedro Alcalá          |          |                              | Libre         | 0 €     |
| Martín Aguirregabiria |          |                              | Libre         | 0 €     |
| Julián Delmás         |          |                              | Libre         | 0 €     |
| Kiko Olivas           |          |                              | Libre         | 0 €     |
| Pablo Moya            |          | C.D. Arenteiro               | Cesión        | 0 €     |
| Óscar Clemente        |          | Levante U.D.                 | Fin de cesión | 0 €     |
| José Machín           |          | A.C. Monza                   | Fin de cesión | 0 €     |
| Daniel Luna           |          | R.C.D. Mallorca              | Fin de cesión | 0 €     |
| Rafa Núñez            |          | Elche C.F.                   | Fin de cesión | 0 €     |
| Salim El Jebari       |          | Atlético de Madrid "B"       | Fin de cesión | 0 €     |
| Sergio Guerrero       |          | Bruk-Bet Termalica Nieciecza | Libre         | 0 €     |
| Luis Muñoz            |          |                              | Libre         | 0 €     |
| Andy Rodríguez        |          | NorthEast United             | Libre         | 0 €     |
| Assane Ndiaye         |          | CF Estrela da Amadora        | Traspaso      | ? €     |
| Gastón Valles         |          | R.C.D. Espanyol              | Fin de cesión | 0 €     |
| Dani Escriche         |          | Albacete Balompié            | Fin de cesión | 0 €     |
| Álex Millán           |          | C.D. Leganés                 | Libre         | 0 €     |

| Bajas invierno 2025-2026 |          |         |      |         |
| Jugador                  | Posición | Destino | Tipo | Ingreso |

### Récords futbolistas

#### Máximos partidos jugados históricos FC Cartagena
- Actualizado al 17 de junio de 2025.

| Pos. | Jugador          | Años                  | PTT | PT 3.ª | PT 2.ª B | PT 2.ªA | PT C. Rey | PT C. RFEF |
| ---- | ---------------- | --------------------- | --- | ------ | -------- | ------- | --------- | ---------- |
| 1    | Mariano Sánchez  | 2005-2014             | 316 | --     | 196      | 108     | 8         | 4          |
| 2    | Alberto García   | 1996-2002             | 220 | 77     | 133      | --      | 2         | 8          |
| 3    | Lafuente         | 2005-2008 y 2009-2012 | 205 | --     | 94       | 107     | 4         | --         |
| 4    | Javi Manzano (1) | 1995-2001             | 199 | 68     | 89       | --      | 3         | 14         |
| 5    | Sívori           | 2003-2008             | 173 | --     | 170      | --      | 3         | --         |
| 6    | Ortuño           | 2021-actualidad       | 165 | --     | --       | 153     | 12        | --         |
| 7    | Sergio Jiménez   | 2012-2018             | 153 | --     | 141      | --      | 6         | 6          |
| 8    | Limones          | 2013-2017             | 152 | --     | 149      | --      | 3         | --         |
| 9    | Jesús Álvaro     | 2015-2019             | 147 | --     | 142      | --      | 5         | --         |
| 10   | Juan Cabrejo     | 2005-2009             | 136 | --     | 134      | --      | 2         | --         |
| 11   | Leo              | 1998-2001 y 2005-2009 | 135 | --     | 127      | --      | 4         | 4          |
| 12   | Trujillo         | 1998-2002             | 134 | --     | 128      | --      | 3         | 3          |
| 13   | Alcalá           | 2021-actualidad       | 133 | --     | --       | 126     | 7         | -          |
| 14   | Marc Martínez    | 2019-2024             | 130 | --     | 29       | 98      | 3         | --         |
| 15   | Moisés García    | 2015-2019             | 128 | --     | 124      | --      | 4         | --         |
| 16   | Ceballos         | 2012-2013 y 2014-2017 | 128 | --     | 125      | --      | 3         | --         |

PTT= Partidos Totales; PT 3.ª= Partidos 3.ª División; PT 2.ª B= Partidos 2.ª División B(se incluyen Play Off y Play Out); PT 2.ª A= Partidos 2.ª División A; PT C Rey= Partidos Copa del Rey
(1) Jugó 25 partidos en Territorial Preferente

#### Jugadores con más partidos jugados en Segunda División con el FC Cartagena
- Actualizado al 17 de junio de 2025.

| Pos. | Jugador         | Años             | PT  |
| ---- | --------------- | ---------------- | --- |
| 1    | Ortuño          | 2021-actualidad  | 153 |
| 2    | Alcalá          | 2021-actualidad  | 126 |
| 3    | Mariano Sánchez | 2009-2014        | 108 |
| 4    | Lafuente        | 2009-2012        | 107 |
| 5    | Marc Martínez   | 2019-2024        | 98  |
| 6    | Damián Musto    | 2022-2025        | 97  |
| 7    | De Blasis       | 2021-2023        | 96  |
| 8    | Jairo Izquierdo | 2022-2025        | 93  |
| 9    | Delmás          | 2020-2023 y 2025 | 84  |
| 10   | Rubén Castro    | 2020-2022        | 82  |
| 11   | Txiki           | 2009-2012        | 82  |
| 12   | Chus Herrero    | 2009-2012        | 77  |
| 13   | Toni Datković   | 2021-2023        | 75  |
| 14   | Calero          | 2022-2024        | 75  |
| 15   | Toché           | 2009-2011        | 74  |

#### Máximos goleadores históricos FC Cartagena
- Actualizado al 17 de junio de 2025.

| Pos. | Jugador        | Años             | GT | G 3.ª | G 2.ª B | G 2.ªA | G C. Rey | G C. RFEF |
| ---- | -------------- | ---------------- | -- | ----- | ------- | ------ | -------- | --------- |
| 1    | Alberto García | 1996-2002        | 65 | 40    | 22      | --     | --       | 3         |
| 2    | Rubén Castro   | 2020-2022        | 39 | --    | --      | 39     | --       | --        |
| 3    | Keko           | 1998-2000        | 39 | 6     | 33      | --     | --       | --        |
| 4    | Toché          | 2009-2011        | 38 | --    | --      | 35     | 3        | --        |
| 5    | Sívori         | 2003-2008        | 37 | --    | 37      | --     | --       | --        |
| 6    | Elady          | 2018-2021        | 36 | --    | 28      | 7      | 1        | --        |
| 7    | Molist         | 2005-2008        | 35 | --    | 35      | --     | --       | --        |
| 8    | Carlos         | 1997-1999        | 34 | 32    | 1       | --     | 1        | --        |
| 9    | Ortuño         | 2021-actualidad  | 32 | --    | --      | 25     | 7        | --        |
| 10   | Aketxe         | 2017-2019        | 25 | --    | 25      | --     | --       | --        |
| 11   | Carmona        | 2006-2009        | 23 | --    | 23      | --     | --       | --        |
| 12   | Fernando       | 2013-2014 / 2016 | 22 | --    | 20      | --     | 2        | --        |
| 13   | Sabino         | 2005-2007        | 22 | --    | 22      | --     | --       | --        |
| 14   | Víctor         | 2009-2011        | 21 | --    | --      | 21     | --       | --        |
| 15   | Florian        | 2012-2013        | 20 | --    | 19      | --     | --       | 1         |

GT= Goles Totales; GT 3.ª= Goles 3.ª División; GT 2.ª B= Goles 2.ª División B; GT 2.ª A= Goles 2.ª División A; GT C Rey= Goles Copa del Rey

#### Jugadores con más goles marcados en Segunda División FC Cartagena
- Actualizado al 5 de junio de 2024.

| Pos. | Jugador          | Años            | Goles |
| ---- | ---------------- | --------------- | ----- |
| 1    | Rubén Castro     | 2020-2022       | 39    |
| 2    | Toché            | 2009-2011       | 35    |
| 3    | Ortuño           | 2021-actualidad | 25    |
| 4    | Víctor           | 2009-2011       | 21    |
| 5    | Enrique de Lucas | 2009-2010       | 11    |
| 6    | Mo Dauda         | 2021-2022       | 9     |
| 7    | Toni Moral       | 2010-2012       | 9     |
| 8    | De Blasis        | 2021-2023       | 8     |
| 9    | Collantes        | 2011-2012       | 8     |
| 10   | Lafuente         | 2009-2012       | 8     |
| 11   | Sadiku           | 2022-2023       | 8     |
| 12   | Elady            | 2020-2021       | 7     |

### Jugadores con más goles marcados en Segunda División B FC Cartagena
- Actualizado al 26 de diciembre de 2019.

| Pos. | Jugador         | Años                | Goles |
| ---- | --------------- | ------------------- | ----- |
| 1    | Sívori          | 2003-2008           | 37    |
| 2    | Molist          | 2005-2008           | 34    |
| 3    | Keko            | 1998-2000           | 33    |
| 4    | Elady           | 2018-2020           | 28    |
| 5    | Aketxe          | 2017-2019           | 25    |
| 6    | Carmona         | 2006-2009           | 23    |
| 7    | Fernando        | 2013-2014 / 2016    | 22    |
| 8    | Sabino          | 2005-2007           | 22    |
| 9    | Alberto García  | 1998-2002           | 21    |
| 10   | Florian         | 2012-2013           | 19    |
| 11   | Rubén Cruz      | 2018-2019           | 19    |
| 12   | Mariano Sánchez | 2005-2009/2012-2014 | 17    |
| 13   | Chus Hevia      | 2014-2015 / 2016    | 17    |

### Jugadores internacionales
Jugadores del Fútbol Club Cartagena que alguna vez fueron internacionales con la selección absoluta de su país:
| Selección            | # | Jugador(es)                                                |
| -------------------- | - | ---------------------------------------------------------- |
| Guinea Ecuatorial    | 6 | Barila, Juvenal, Balboa, Iván Bolado, Siafá y Pepín Machín |
| España               | 3 | Víctor, Kiko Casilla y Etxeita                             |
| Uruguay              | 2 | Jorge Fucile y Gastón Silva                                |
| Panamá               | 2 | Alberto Quintero y Carrasquilla                            |
| Perú                 | 2 | Juan Gonzales-Vigil y Rhyner                               |
| Montenegro           | 2 | Nikola Šipčić y Andrija Vukčević                           |
| Ghana                | 2 | Owusu y Dauda                                              |
| Filipinas            | 2 | Óscar Arribas y Hector Hevel                               |
| Croacia              | 1 | Toni Datković                                              |
| Serbia               | 1 | Đorđe Jovanović                                            |
| Polonia              | 1 | Bułka                                                      |
| Islandia             | 1 | Diegui                                                     |
| Georgia              | 1 | Aburjania                                                  |
| Albania              | 1 | Sadiku                                                     |
| Chipre               | 1 | Urko Pardo                                                 |
| Chile                | 1 | Tomás Alarcón                                              |
| Venezuela            | 1 | Josua Mejías                                               |
| República Dominicana | 1 | Rafa Núñez                                                 |
| Japón                | 1 | Okazaki                                                    |
| Nigeria              | 1 | Azeez                                                      |
| Camerún              | 1 | Eteki                                                      |
| Burkina Faso         | 1 | Coulibaly                                                  |

### Máximos partidos dirigidos por entrenadores
- Actualizado al 5 de junio de 2024

| Pos. | Entrenador            | Años                   | PTT | PT 2.ªA | PT 2.ªB | PT 3.ª | PT REG | PT C. Rey |
| ---- | --------------------- | ---------------------- | --- | ------- | ------- | ------ | ------ | --------- |
| 1    | Juan Ignacio Martínez | 2005-2006 y 2009-2011  | 137 | 84      | 50      | -      | -      | 3         |
| 2    | Luis Carrión          | 2021-2023              | 111 | 105     | -       | -      | -      | 6         |
| 3    | Monteagudo            | 2016-2018              | 107 | -       | 101     | -      | -      | 6         |
| 4    | Aranguren             | 1998-2000              | 95  | -       | 92      | -      | -      | 3         |
| 5    | Chechu Delgado        | 1995-1997 y 2002       | 83  | -       | 12      | 35     | 36     |           |
| 6    | Gustavo Munúa         | 2018-2019              | 63  | -       | 60      | -      | -      | 3         |
| 7    | Tevenet               | 2013-2014              | 45  | -       | 40      | -      | -      | 5         |
| 8    | Fran Alcoy            | 2004, 2004-2005 y 2007 | 38  | -       | 36      | -      | -      | 2         |
| 9    | Julián Calero         | 2023-2024              | 37  | 34      | -       | -      | -      | 3         |
| 10   | Borja Jiménez         | 2020                   | 31  | 18      | 12      | -      | -      | 1         |

PTT= Partidos Totales; PT 2.ª B= Partidos 2.ª División B (incluye fases de ascenso); PT 2.ª A= Partidos 2.ª División A; PT 3.ª= Partidos 3.ª División (incluye fases de ascenso); PT REG= Partidos Regional Preferente; PT C.Rey= Partidos Copa del Rey.

### Listado de todos los tiempos
El entrenador que más veces ha dirigido al equipo es Luis Carrión.
- 1. 1995-1997: Chechu Delgado- 71 partidos dirigidos.
- 2. 1997: Roberto Álvarez- 3 partidos dirigidos.
- 3. 1997-1998: Javier Quintana- 19 partidos dirigidos.
- 4. 1998: Paco Sánchez- 2 partidos dirigidos.
- 5. 1998: Pedro Valentín Mora- 21 partidos dirigidos.
- 6. 1998-2000: Jesús Aranguren Merino- 95 partidos dirigidos. (92 en Segunda B y 3 en Copa del Rey)
- 7. 2000: Paco Sánchez- 9 partidos dirigidos.
- 8. 2001: Juanjo Díaz- 9 partidos dirigidos.
- 9. 2001: José Carlos Trasante- 10 partidos dirigidos.
- 10. 2001: Antonio Gómez Fernández- 0 partidos dirigidos.
- 11. 2001-2002: Felipe Mesones Temperán- 9 partidos dirigidos.
- 12. 2002: Manuel Palomeque- 2 partidos dirigidos.
- 13. 2002: José Ramón Corchado- 15 partidos dirigidos.
- 14. 2002: Chechu Delgado- 12 partidos dirigidos.
- 15. 2002: José Murcia- 1 partido dirigidos.
- 16. 2002: Manuel Palomeque- 1 partido dirigidos.
- 17. 2002: Juan Antonio Señor- 12 partidos dirigidos.
- 18. 2002: Iñaki Sopesens Mainar- 1 partido dirigidos.
- 19. 2003: Miguel Rivera Mora- 23 partidos dirigidos.
- 20. 2003-2004: José Antonio Rodríguez Girona "Machuca"- 26 partidos dirigidos.
- 21. 2004: Juan Francisco Alcoy- 3 partidos dirigidos.
- 22. 2004: Pep Balaguer- 16 partidos dirigidos.
- 23. 2005: Vicente Carlos Campillo- 7 partidos dirigidos.
- 24. 2005: Juan Francisco Alcoy- 14 partidos dirigidos.
- 25. 2005-2006: Juan Ignacio Martínez - 50 partidos dirigidos.
- 26. 2006-2007: David Amaral- 19 partidos dirigidos. (18 partidos en Segunda B y 1 en Copa del Rey)
- 27. 2007: Pedro Arango Segura- 2 partidos dirigidos.
- 28. 2007: José Luis Montes- 15 partidos dirigidos.
- 29. 2007: Juan Francisco Alcoy- 21 partidos dirigidos. (19 partidos dirigidos en Segunda B y 2 en Copa del Rey)
- 30. 2007-2008: Pichi Lucas- 22 partidos dirigidos.
- 31. 2008-2009: Fabriciano González, "Fabri" - 23 partidos dirigidos.
- 32. 2009: Paco Jémez- 19 partidos dirigidos.
- 33. 2009-2011: Juan Ignacio Martínez- 87 partidos dirigidos (84 en Segunda División y 3 en la Copa del Rey).
- 34. 2011: Paco López - 5 partidos dirigidos (4 en Segunda División y 1 en la Copa del Rey). (Segunda División)
- 35. 2011: Javi López - 14 partidos dirigidos. (Segunda División)
- 36. 2012: Carlos Ríos - 24 partidos dirigidos (Segunda División)
- 37. 2012: Pato - 17 partidos dirigidos (16 en Segunda División B y 1 en Copa del Rey)
- 38. 2012-2013: Pacheta - 22 partidos dirigidos
- 39. 2013: José Miguel Campos - 2 partidos dirigidos
- 40. 2013-2014: Luis García Tevenet - 45 partidos dirigidos (40 en Segunda División B y 5 en Copa del Rey)
- 41. 2014: Simón Ruiz Díaz - 19 partidos dirigidos (18 en Segunda División B y 1 en Copa del Rey)
- 42. 2015: Manuel Palomeque- 22 partidos dirigidos (20 en Segunda División B y 2 en Play-Out de Permanencia)
- 43. 2015-2016: Víctor Manuel Fernández- 23 partidos dirigidos
- 44. 2016- 2018: Alberto Jiménez Monteagudo- 107 partidos dirigidos (101 en Segunda División B y 6 en Copa del Rey)
- 45. 2018- 2020: Gustavo Munúa- 63 partidos dirigidos (60 en Segunda División B y 3 en Copa del Rey)
- 46. 2020: Borja Jiménez Sáez- 31 partidos dirigidos (12 partidos dirigidos en Segunda División B, 18 partidos dirigidos en Segunda División y 1 en Copa del Rey)
- 47. 2020- 2021: Pepe Aguilar- 3 partidos dirigidos en Segunda División
- 48. 2021- 2023: Luis Carrión - 111 partidos dirigidos (105 partidos dirigidos en Segunda División y 6 en Copa del Rey))
- 49. 2023: Víctor Sánchez del Amo - 7 partidos dirigidos en Segunda División
- 50. 2023-2024: Julián Calero - 37 partidos dirigidos (34 partidos dirigidos en Segunda División y 3 en Copa del Rey))
- 51. 2024: Abelardo Fernández - 6 partidos dirigidos en Segunda División
- 52. 2024-2025: Jandro Castro - 19 partidos dirigidos en (16 partidos dirigidos en Segunda División y 3 en Copa del Rey)
- 53. 2025: Guillermo Fernández Romo - 20 partidos dirigidos en Segunda División
- 54. 2025-actualidad: Javi Rey

Actualizado a 25 de septiembre de 2024

## Palmarés
| Competición nacional                     | Títulos                                                        |
| ---------------------------------------- | -------------------------------------------------------------- |
| Segunda División B, Campeón de Grupo (4) | 2005/06 (G.IV), 2008/09 (G.II), 2017/18 (G.IV), 2019/20 (G.IV) |
| Tercera División (2)                     | 1996/97 (G. XIII), 1997/98 (G. XIII)                           |

### Trayectoria temporada a temporada
| Temporada | División       | Puesto | Copa del Rey |
| --------- | -------------- | ------ | ------------ |
| 1995-96   | Regional       | 2.º    |              |
| 1996-97   | Tercera Div.   | 1.º    |              |
| 1997-98   | Tercera Div.   | 1.º    |              |
| 1998-99   | Segunda Div. B | 2.º    | 2.ª Ronda    |
| 1999-00   | Segunda Div. B | 8.º    | Ronda Previa |
| 2000-01   | Segunda Div. B | 13.º   |              |
| 2001-02   | Segunda Div. B | 12.º   |              |
| 2002-03   | Segunda Div. B | 11.º   |              |
| 2003-04   | Segunda Div. B | 15.º   |              |
| 2004-05   | Segunda Div. B | 13.º   |              |
| 2005-06   | Segunda Div. B | 1.º    |              |
| 2006-07   | Segunda Div. B | 5.º    | 2.ª ronda    |
| 2007-08   | Segunda Div. B | 8.º    | 2.ª ronda    |
| 2008-09   | Segunda Div. B | 1.º    |              |
| 2009-10   | Segunda Div.   | 5.º    | 3.ª ronda    |

| Temporada | División       | Puesto | Copa del Rey  |
| --------- | -------------- | ------ | ------------- |
| 2010-11   | Segunda Div.   | 13.º   | 1.ª ronda     |
| 2011-12   | Segunda Div.   | 20.º   | 2.ª ronda     |
| 2012-13   | Segunda Div. B | 2.º    | 1.ª ronda     |
| 2013-14   | Segunda Div. B | 3.º    | Dieciseisavos |
| 2014-15   | Segunda Div. B | 16.º   | 1.ª ronda     |
| 2015-16   | Segunda Div. B | 7.º    |               |
| 2016-17   | Segunda Div. B | 4.º    | 2.ª ronda     |
| 2017-18   | Segunda Div. B | 1.º    | Dieciseisavos |
| 2018-19   | Segunda Div. B | 2.º    | 2.ª ronda     |
| 2019-20   | Segunda Div. B | 1.º    | 2.ª ronda     |
| 2020-21   | Segunda Div.   | 16.º   | 1.ª ronda     |
| 2021-22   | Segunda Div.   | 9.º    | Dieciseisavos |
| 2022-23   | Segunda Div.   | 9.º    | Dieciseisavos |
| 2023-24   | Segunda Div.   | 14.º   | Dieciseisavos |
| 2024-25   | Segunda Div.   | 22.º   | Dieciseisavos |

### Torneos veraniegos
El F.C Cartagena disputa todos los años, normalmente en verano, el Trofeo Carabela de Plata en el estadio Cartagonova. El trofeo se viene jugando desde su creación en 1969 y solo se suspendió en una ocasión por la pandemia del COVID-19. El "efesé" se ha proclamado campeón del trofeo un total de 31 veces.

## Otros equipos

### Fútbol Club Cartagena "B"
El equipo filial es el Fútbol Club Cartagena "B", fundado en 2015 y que compite en Segunda Federación.
Anteriormente el filial fue el Club Deportivo Algar y hasta 2014, el filial fue el Cartagena Fútbol Club, en varias etapas diferentes. Con anterioridad también otros clubes firmaron contrato de filiaridad o colaboración, como por ejemplo Club Deportivo Bullense, Asociación Deportiva La Manga, E.F. San Ginés, Cartagena Promesas Club de Fútbol, Agrupación Deportiva Las Palas, Club Deportivo Pozo Estrecho, Pinatar Club de Fútbol y Fútbol Club Cartagena - La Unión.